# Asztragál

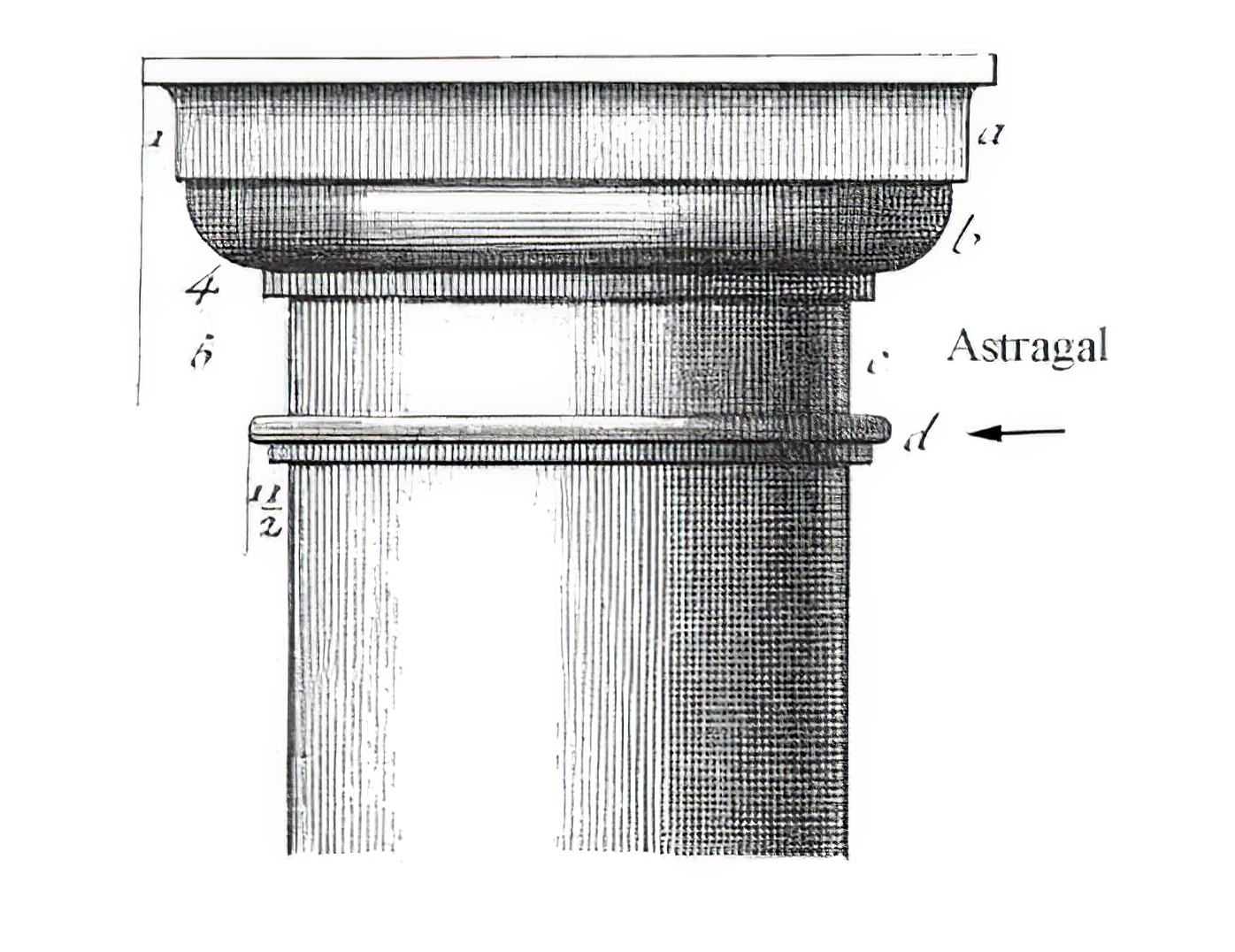
Asztragális építészeti elem egy dór rend oszlop részeként

Az asztragál egy díszléc profil, amely egy félköríves felületből áll, amelyet két lapos sík (fillet) vesz körül. Az építészetben asztragálnak hívják azt a tagozatot, mely az oszloptörzset az oszlopfőtől elválasztja. Az ógörögöknél és a rómaiaknál az oszloptörzzsel egy testet képezett, míg a középkorban, a 12. századtól kezdve az oszlopfő testéhez tartozott. Az asztragálra néha miniatűr tóruszként is hivatkoznak.  Ez lehet építészeti elem, amelyet egy oszlop tetején vagy alján használnak, de alkalmazzák keretező eszközként bútorok és famunkák esetében is.
Az "astragal" szó a görög "bokacsont" szóból származik, αστράγαλος, astrágalos.

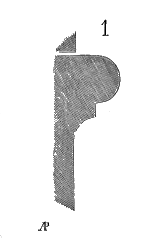
Astragalosz profil ábrája egy ión rendű oszlop részeként

## Ajtókon
Az asztragált általában ajtópárok közötti tömítésre használják. Az asztragál lezárja az egyik vagy mindkét ajtó fazettái által létrehozott hézagot, és segít a hangtompításban. A függőleges elem (díszléc) a toló- vagy lengőajtópár egyikén lévő csonkhoz csatlakozik, amelyhez a másik ajtó csukott állapotban csatlakozik.  A külső ajtószárnyak az időjárásálló szigeteléshez sávedzettek. A garázskapuk alján lévő időjárás-szabályozót is asztragálnak nevezik.
Az astragal „találkozó csonktömítésként” is ismert. Néha összetévesztik a többablakos ablakok vagy ajtók ablakait elválasztó fa szegéllyel, az úgynevezett muntinnal.
Tagozata a klasszikus építészetben és az abból származó reneszánszban legtöbbnyire egy felső domború gyűrű (kisebbfajta tórusz) alul függőleges oldalú koronggal szegélyezve, mely azután gyenge ereszkedő hajlással (apotézis) az oszlop törzséhez simul.
Néha a tórusz fölött is van egy egyenes szegélyző tag és a tórusz maga gyöngysorral van díszítve. A román és a csúcsíves építészetben az asztragál komplikáltabb formákat vesz föl, míg a reneszánsz és a modern építészet újból visszatér a római asztragálhoz.

## Fordítás
Ez a szócikk részben vagy egészben  az   Astragal című angol Wikipédia-szócikk ezen változatának fordításán alapul.  Az eredeti cikk szerkesztőit annak laptörténete sorolja fel. Ez a jelzés csupán a megfogalmazás eredetét és a szerzői jogokat jelzi, nem szolgál a cikkben szereplő információk forrásmegjelöléseként.